# Franz Josef Heinz
Pour les articles homonymes, voir Heinz.
Franz Josef Heinz, connu sous le nom de Heinz-Orbis (25 février 1884 - 9 janvier 1924), est un séparatiste palatin qui dirigea brièvement le gouvernement du « Palatinat autonome » pendant l'occupation française de la Rhénanie. Il fut assassiné par des nationalistes allemands en 1924.
Heinz venait de la ville d'Orbis dans le nord du Palatinat et utilisa plus tard la ville comme partie de son nom. Il était agriculteur et devint un chef de la paysannerie libre et le fondateur du Corps Palatin. Au lendemain de la Première Guerre mondiale, la France occupa la Rhénanie. Avec d'autres membres du Parti populaire allemand libéral (DVP), Heinz vit cela comme une opportunité de rejeter l'État militariste prussien. En 1920, il devient membre du conseil du district palatin, plaidant pour une plus grande autonomie dans la région.
En 1923, un mouvement séparatiste pour une République rhénane dans le territoire rhénan occupé s'était développé, encouragé par les Français. En août 1923, une république fut proclamée sous la direction de Josef Friedrich Matthes de la Ligue d'indépendance rhénane. En novembre, Heinz proclama le « Gouvernement du Palatinat autonome dans l'Union de la République rhénane », basé à Spire. L'objectif était de créer un État indépendant, jouxtant la France. Le nouveau gouvernement adopta une monnaie basée sur le franc français, qui, selon lui, permettrait de résoudre le problème de l'hyperinflation que connaissait alors la République de Weimar.
Avec l'approbation du gouvernement bavarois, un détachement de la Bund Wiking, ennemie des séparatistes, sous le commandement d'Edgar Julius Jung projeta d'assassiner Heinz. Après qu'une partie de sa ferme à Orbis ait été incendiée, Heinz prévit qu'une tentative d'assassinat serait menée contre lui. Le 9 janvier 1924, un commando dirigé par Jung, composé d'une vingtaine de nationalistes, s'introduisit dans la salle à manger de l'hôtel Wittelsbacher Hof de Spire et abattit Heinz. Lors de la fusillade, un membre de son équipe et un autre client de l'hôtel furent également tués, ainsi que deux membres du commando. Ces morts ont marqué la fin du mouvement indépendantiste. Des affrontements entre nationalistes et séparatistes s'ensuivirent, entraînant de nombreux autres morts, notamment à Pirmasens où 12 séparatistes piégés dans un bâtiment qui fut incendié furent massacrés à leur sortie.
Un monument fut plus tard érigé au cimetière de Spire en hommage aux deux meurtriers, Franz Hellinger et Ferdinand Wiesmann, morts lors de la fusillade avec les partisans de Heinz après l'assassinat. Hellinger et Wiesmann étaient tous deux membres du Parti nazi. En 1934, Edgar Julius Jung fut lui-même assassiné lors de la nuit des longs couteaux.
L'entretien du monument et le dépôt annuel de gerbes sur le site se sont poursuivis jusqu'en 2001, date à laquelle un livre a été publié sur l'assassinat.